# Internetski radio
Internetski radio (često i e-radio) je usluga emitiranja radioprograma putem Interneta. Emitiranje putem Interneta se često povezuje s pojmom webcasting, s obzirom na to da se prijenos zvuka od izvora (radija) do slušatelja ne vrši na uobičajeni način - emitiranjem radiovalova.
Pojam e-radio označava prijenosni medij koji predstavlja neprekidan prijenos zvuka slušatelju, na koji slušatelj ne vrši nikakav utjecaj (npr. promjenu frekvencije) kao kod slušanja radijska postaja putem klasičnog radio prijemnika.
Ovaj pojam nije sinonim za podcasting, jer podcasting podrazumijeva skidanje programa, koji se tek tada preslušava. Internetski radio se najčešće susreće kod radijskih postaja koje već emitiraju klasičnim zemaljskim putem (FM ili AM frekvencijama). Unatoč ovoj činjenici, internetske radiopostaje nerijetko susrećemo kao neovisne od zemaljskih i kao jedini vid emitiranja programa.
Internetske radiopostaje su dostupne s bilo kojeg dijela svijeta, pod kriterijem da je dostupna internetska veza. Na primjer, Radio 101 na klasičan (FM) način možemo slušati u Zagrebu i okolici, ali putem Interneta ga možemo slušati u cijeloj Hrvatskoj i cijelome svijetu.

## Internetska radiotehnologija

### Prijenos
Jedan od najčešćih načina za emitiranje internetskog radija je putem tehnologije prijenosa koristeći audiokoder s velikom kompresijom (engl. lossy audio codec). Format MP3 je najpopularniji, pored njega postoje još Ogg Vorbis, AAC, WMA i RealAudio. Podaci se u mrežu šalju serijski (engl. streaming) u obliku paketa TCP ili UDP, koji se zatim na prijemnoj strani slažu u polazni oblik i reproduciraju. Ovaj proces traje između 2-10 sekundi, ovisno o karakteristikama poslužitelja. Ovo kašnjenje se naziva vrijeme kašnjenja (engl. lag time ili buffer).
Tri su glavne komponente audioprijenosa:
1. Izvor audioprijenosa.
2. Poslužitelj audioprijenosa.
3. Prijemnik audioprijenosa.

#### Kreiranje prijenosa
Postoje razne metode za stvaranje izvora audioprijenosa. Često se koristi tehnologija Winamp SHOUTcast koja koristi Winamp kao klijent (izvor) prijenosaa. Izvor je dakle radiopostaja koja koristi jedan od klijentskih programa, u ovom slučaju Winamp. 

#### Ponavljanje paketa
Poslužitelj je najčešće postavljen kod davatelja usluge. Sam poslužitelj je poveznica između izvora i prijemnika. Poslužitelj prikuplja emitirane pakete od izvora i šalje ih prema jednom ili više prijemnika. Pri tom svaki primljeni paket nekoliko puta pošalje prijemniku. Ovo je mjera opreza, jer je direktno puštanje paketa samo jednom rizično iz razloga zato što se paketi mogu izgubiti na Internetu i postoji mogućnost da nikada ne stignu do primatelja. Samim tim bi dolazilo do prekida i pauza u emitiranju programa.

#### Prijemnik
Prijemnik je neki program za reprodukciju glazbe koji ima mogućnost reprodukcije internetskog prijenosa. Prijemnik prikuplja pakete od poslužitelja, sastavlja ih i reproducira. Ovaj proces je kontinuiran i niz se neprekidno nastavlja. Rezultat ovoga je direktna i neprekinuta reprodukcija programa radiopostaje koju slušamo.
Popularniji besplatni programi za prijem e-radija:
- Foobar2000
- Screamer Radio
- VLC
- Winamp

## Vanjske poveznice
- Popisi internetskih radijska stanica
  - www.shoutcast.com
  - www.screamer-radio.com
  - [neaktivna poveznica]
  - Hrvatske internetske radijske postaje  Arhivirana inačica izvorne stranice od 15. srpnja 2011. (Wayback Machine)
- Programi za prijem e-radija
  - foobar2000
  - Screamer Radio
  - VLC media player
  - Winamp